# Serapion (Mönch)

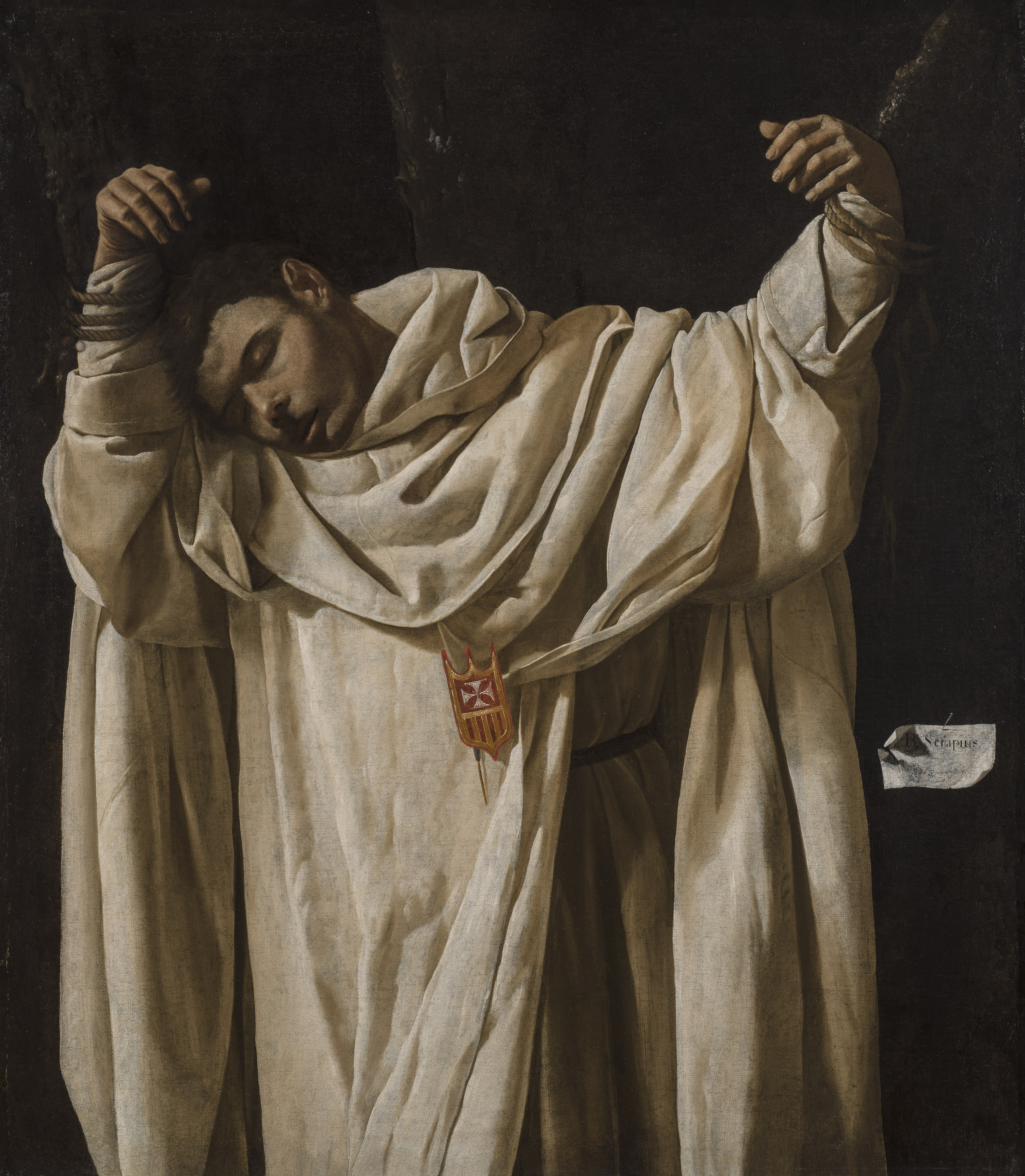
Francisco de Zurbarán – der Hl. Serapion der Mercedarier (1628)

Der heilige Serapion (* um 1175/79; † 1240 in Algier) war ein Mönch des Mercedarier-Ordens in Spanien und dessen erster Märtyrer. Sein Geburtsname ist unbekannt; wahrscheinlich ist Serapion (griechisch: 'der Entflammte') sein Ordensname. Sein Leben fiel in die Zeit der religiösen und kriegerischen Auseinandersetzungen mit dem Islam auf der Iberischen Halbinsel (Reconquista).

## Leben
Serapions Familie stammte aus Schottland oder Irland – in mittelalterlichen Quellen wird er als Serapio Scotus bezeichnet; er selbst wurde jedoch wahrscheinlich um 1175/9 in London geboren. Zunächst diente er in der Armee von Richard Löwenherz, dann im Heer des Herzogs von Österreich, Leopold VI., mit dem er nach Spanien zog. Leopold brachte der christlichen Armee des Königs von Kastilien, Alfons VIII., Verstärkung, um gegen die Moslems (Mauren) zu kämpfen. In Spanien angekommen entschloss sich Serapion in die Dienste des kastilischen Königs zu treten, um sich ganz der Verteidigung des christlichen Glaubens widmen zu können.
Kurz darauf lernte er Petrus Nolascus und dessen Brüdergemeinschaft der Mercedarier kennen, die sich ebenfalls für die Verbreitung des christlichen Glauben unter den Moslems einsetzten, dabei aber auf das Schwert verzichteten. Die Brüder befreiten Christen aus der moslemischen Gefangenschaft oder Versklavung, indem sie Lösegeld boten – aber entsprechend ihrer vierten Ordensregel auch bereit waren, sich sogar selbst als Geisel – im Austausch gegen christliche Gefangene – in islamische Gefangenschaft zu begeben.
Im Jahr 1222 erhielt Serapion das weiße Ordensgewand der Mercedarier. Es gelang ihm, im damals von den Mauren besetzen Südspanien und in Nordafrika Gefangene und Sklaven freizukaufen.

## Martyrium
Auf einer seiner Fahrten mit seinem Mitbruder Berenguer de Bañeres blieb er in Algier als Geisel zurück und konnte so eine Gruppe von Gefangenen auslösen, die in Gefahr waren, ihrem christlichen Glauben abzuschwören und zum Islam überzutreten. Berenguer kehrte allein nach Barcelona, dem Hauptsitz des Ordens, zurück, um das Lösegeld aufzutreiben. Nun verloren die Brüder wertvolle Zeit: Der Ordensobere Petrus Nolascus, der zu dieser Zeit in Montpellier weilte, musste benachrichtigt werden und schrieb erst dann an seinen Stellvertreter Guillermo de Bas einen Auftrag, in allen Klöstern Almosen zu sammeln. Die Kollekte konnte zwar zusammengebracht werden, erreichte aber nicht mehr zur vereinbarten Zeit Algier. Der erboste Sultan von Algier, Selín Benimarin, ließ Serapion deshalb im Jahr 1240 grausam und gnadenlos an ein X-Kreuz (Andreaskreuz) nageln und anschließend den Leib Glied um Glied in Stücke hacken. Damit hatte der Mercedarier-Orden seinen ersten Märtyrer.

## Bedeutung
Für den Heiligen Raimund Nonnatus, aber auch für viele andere Ordensbrüder der Mercedarier war Serapion ein großes Vorbild. Sein katholischer Gedenktag ist der 14. November.

## Sonstiges
Ein ausdrucksstarkes Gemälde Francisco de Zurbaráns aus dem Jahre 1628 zeigt den hl. Serapion in der weißen Ordenstracht der Mercedarier als gequälten, an den Handgelenken gebundenen Gefangenen vor seinem eigentlichen Martyrium.